# Strife
För spelkaraktären, se Cloud Strife. För musikgruppen, se Strife (musikgrupp).
Strife, utgivet 1996 är ett datorspel utvecklat av Rogue Entertainment och utgivet av Velocity Development. Spelet använder Doom-motorn som ursprungligen utvecklades av id Software.

## Handling
Spelet utspelar sig på medeltiden.
Efter att en meteorit slagit ned på jorden börjar en pest spridas som orsakar mutationer och död.
Samtidigt sprids framtidsteknologi. Som följd av detta så innefattar vapenarsenalen inte bara traditionellt medeltida vapen utan även laservapen, missiler och stridsrobotar.
De muterade som överlever pesten bildar en ond, makthungrande rörelse kallad The Order.
Snart nog bildas dock en motståndsrörelse som kallas The Front.
Som spelare är man en legosoldat som sökt sig till The Front för att hjälpa till med störtandet av The Order.
Spelet kan sluta på tre olika sätt beroende på hur man har agerat under spelets gång.